# Srđan Antonijević
Srđan Antonijević (1985.), hrvatski vaterpolist. Igra na mjestu braniča.
Sudjelovao na ovim velikim natjecanjima: SP 2005., EP 2006. i SP 2009. (bronca). Igrao za VK Jadran.